# Saldula orthochila
Espèce
Saldula orthochila est une espèce d'insectes du sous-ordre des hétéroptères (punaises) de la famille des Saldidae.